# Avenue McGill College
La Avenue McGill College es una calle situada en Downtown Montreal, Canadá. Llamada así en honor a la Universidad McGill, la calle fue ensanchada en los años ochenta y transformada en una avenida escénica con Roddick Gates, entrada principal de dicha universidad, en su extremo norte y la Place Ville Marie en su extremo sur.

## Historia

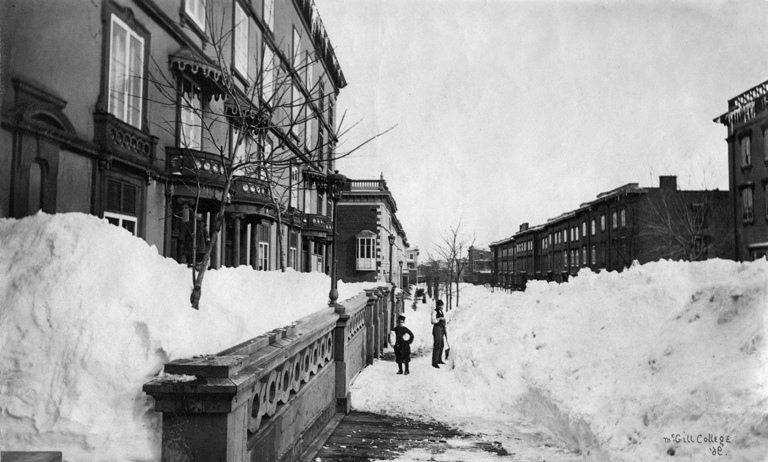
La Avenue McGill College en 1869, tras una tormenta de nieve, mirando hacia el sur desde la Rue Sherbrooke.

La calle fue trazada por primera vez en 1857, en el eje que conducía al edificio original del McGill College, actual Edificio de Arte de la Universidad McGill. Las propuestas de ensanchar la avenida se remontan al menos hasta 1952, cuando el arquitecto francés Jacques Greber presentó un diseño al Ayuntamiento de Montreal.
En 1983, el proyecto de ensanchar la Avenue McGill College y transformarla en una avenida escénica fue puesto en peligro por una propuesta de construir una sala de conciertos en Place Montreal Trust, con un diseño que incluía una torre de oficinas que habría obstruido parcialmente la vista del Mont-Royal. El proyecto encontró la oposición del público, incluida la de la activista arquitectónica Phyllis Lambert, miembro del Consejo de Administración de Cadillac Fairview, la promotora del proyecto. Esta idea de una sala de conciertos en la avenida fue abandonada en favor de un diseño de Place Montreal Trust con un retranqueo más ancho. La sala de conciertos de Montreal se construiría más hacia el este, como parte del complejo Place des Arts.

## Estructuras

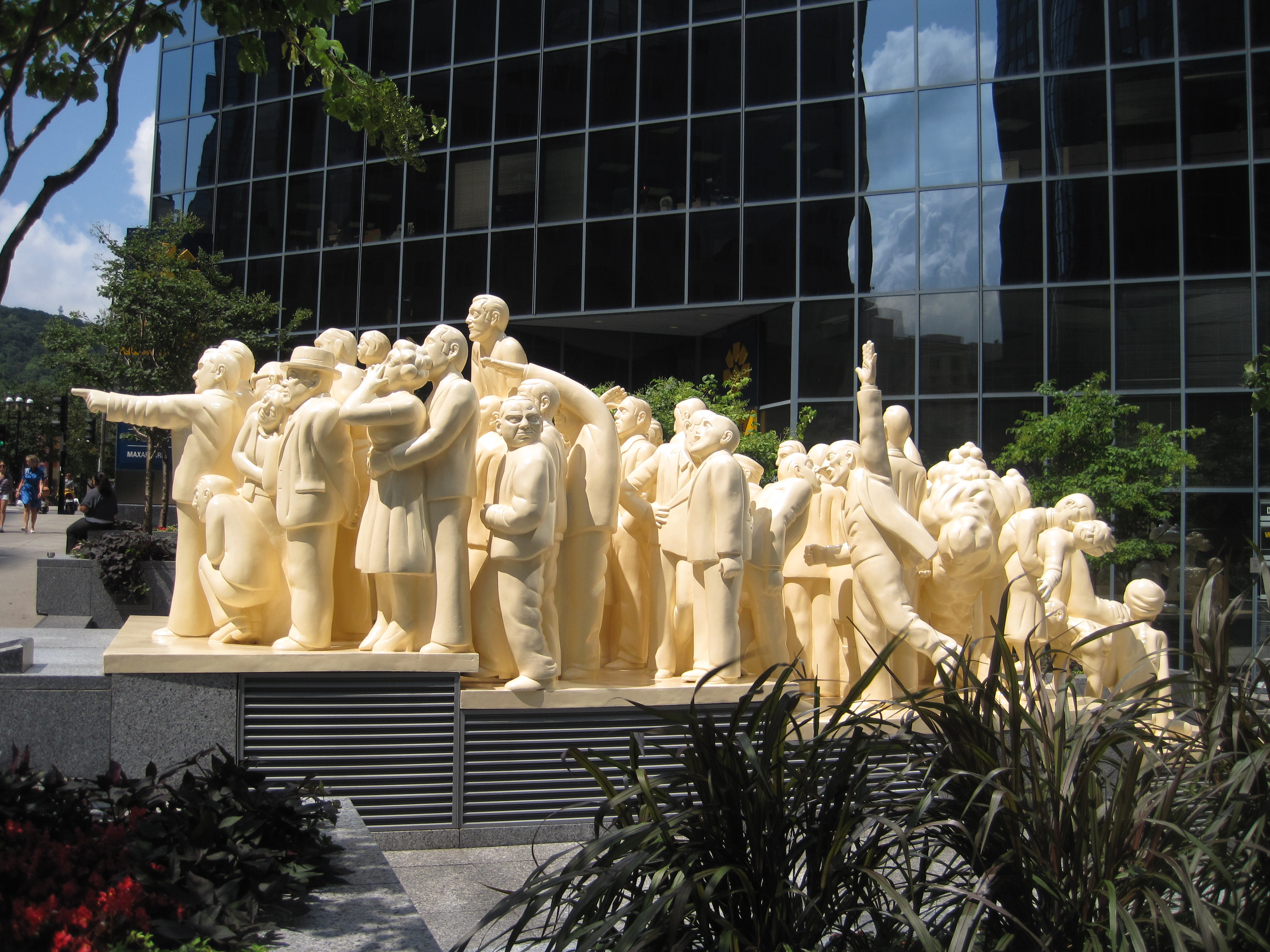
The Illuminated Crowd.

Con solo cuatro manzanas de longitud, entre los edificios situados a lo largo de McGill College se encuentran 1981 McGill College 1253 McGill College, 1501 McGill College, Place Montreal Trust junto con su vecina Bell Media Tower, y Centre Eaton. En la calle también se sitúa la escultura The Illuminated Crowd («La multitud iluminada») de Raymond Mason, frente al 1981 McGill College.

## Eventos

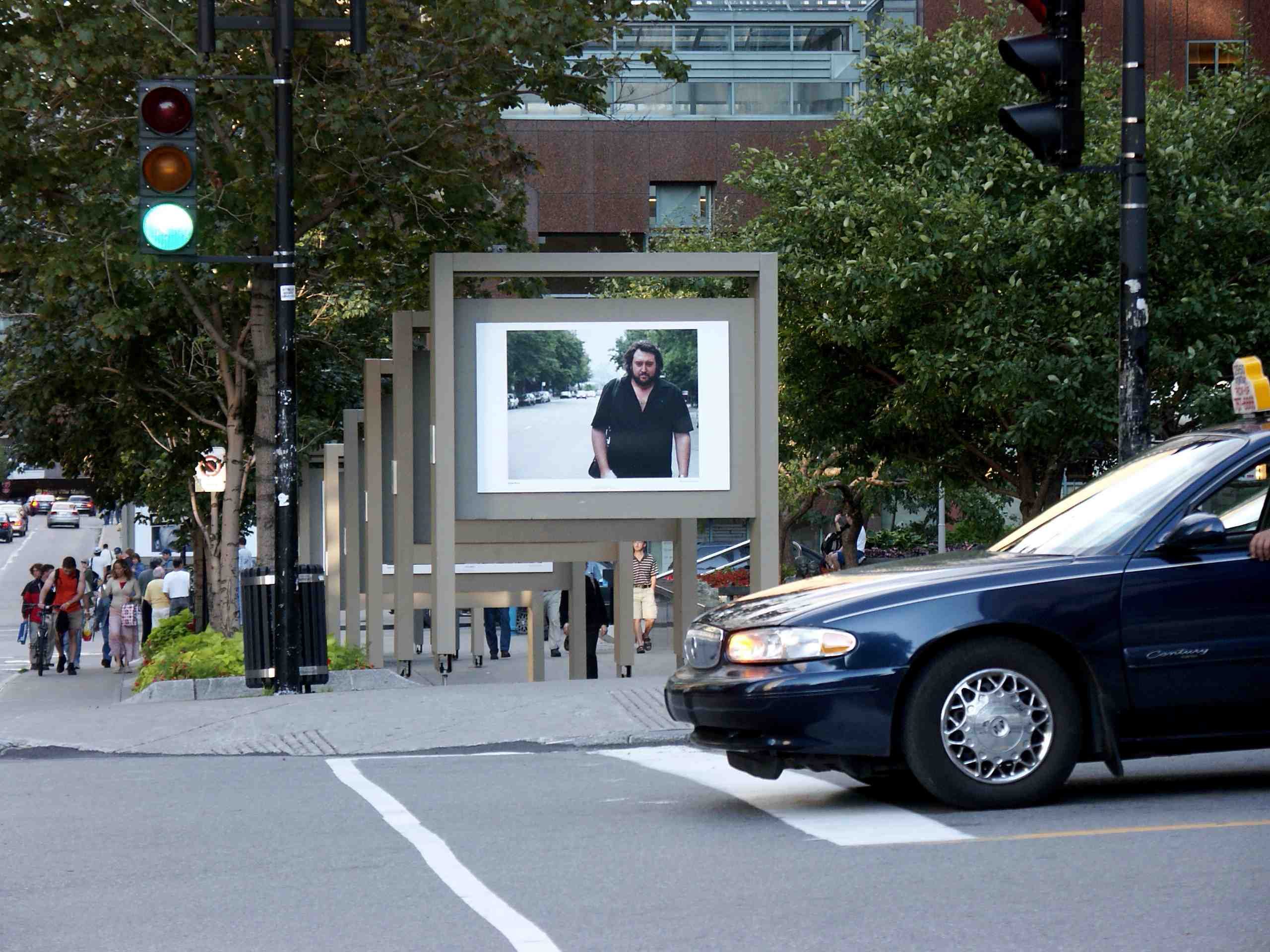
Exposición de fotografía en la Avenue McGill College.

Durante el verano, la acera oeste alberga exposiciones de fotografía alrededor del cercano Museo McCord.
Desde 2001, la calle también ha albergado el Montréal Fashion and Design Festival, que se realiza todos los años a principios de agosto.